# 博爾博雷馬
6°48′3″S 35°37′33″W / 6.80083°S 35.62583°W

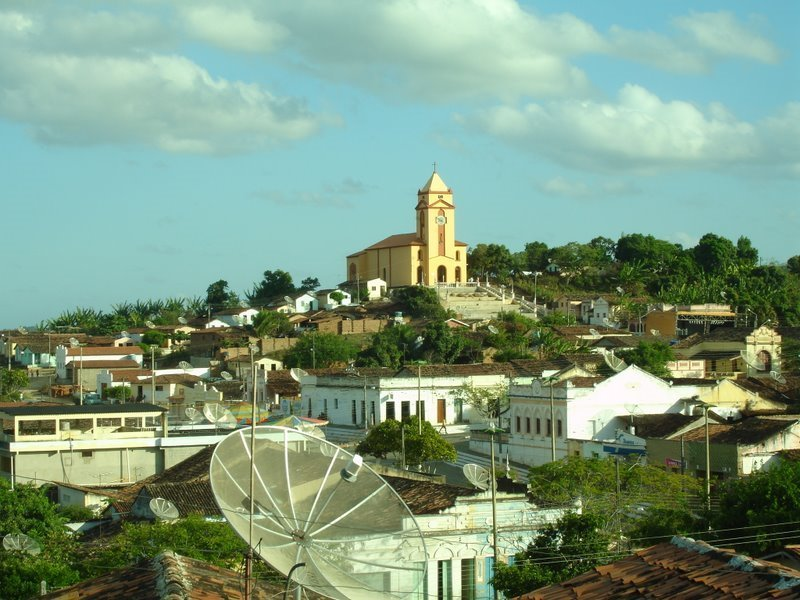
博爾博雷馬

博爾博雷馬（葡萄牙語：Borborema），是巴西的城鎮，位於該國南部，由聖保羅州負責管轄，始建於1925年3月21日，面積553平方公里，海拔高度429米，2014年人口15,454，人口密度每平方公里25.3人。